# Майкъл Роуботъм
Майкъл Роуботъм (на английски: Michael Robotham) е австралийски разследващ журналист и автор на бестселъри в жанровете трилър и психотрилър. Баща е на австралийската музикантка и авторка на песни Алекс Хоуп.

## Биография и творчество
Майкъл Роуботъм е роден на 9 ноември 1960 г. в Казино, Нов Южен Уелс, Австралия. Баща му е гимназиален учител по английски език и история. Има по-големи брат и сестра. Семейството му се мести в различни градове и той учи в Гъндагай и Кофс Харбър. През февруари 1979 г. започва журналистически стаж, а после и работа като разследващ журналист в бившия вестник „Сън“ в Сидни.
През 1983 г. се жени за съпругата си Вивиан, с която имат три дъщери – Александра, Шарлот и Изабела.
През 1986 г. заминава за Лондон, където работи като репортер и съредактор за различни британски вестници, включително за постоянно към The Mail on Sunday от 1989 г. През 1993 г. напуска вестника и започва да работи като писател в сянка за редица известни личности в областта на изкуството, политиката, спорта и военното дело, като им помага да романизират биографиите си. Сред тях са Гери Халиуел от „Спайс Гърлс“, шотландската певица Лулу, комика Рики Томлинсън и Ролф Харис. Автор е на общо 15 „автобиографии“, 12 от които стават бестселъри.
Първият му роман като писател в сянка е Empty Cradles за Маргарет Хъмфрис, социална работничка по програми за преместване на деца от бедни страни в страни от Британската общност. Романът става бестселър и дава старт на кариерата му. През 2010 г. романът е екранизиран във филма Oranges and Sunshine с участието на Емили Уотсън, Хюго Уийвинг и Дейвид Уенъм.
През 1996 г. Роуботъм се връща в Австралия със семейството си и се посвещава изцяло на писателската си кариера.
Първият му криминален психологичен трилър „Заподозреният“ (The Suspect) от поредицата „Джоузеф О'Логлин“ е публикуван през 2004 г. Главният герой д-р Джоузеф О'Логлин е клиничен психолог, който се бори със симптомите на болестта на Паркинсон. Работата му го забърква с убийство от проблемен млад пациент, и той рискува всичко, за да разобличи убиеца и спаси семейството си. Романът става бестселър, преведен в над 20 страни по света, и прави Роуботъм известен.
Следващите трилъри от поредицата са удостоени с две награди „Нед Кели“ за най-добра криминална книга на годината. От 2014 г. поредицата е екранизирана в поредица германски телевизионни филми с участието на Улрих Ноетен и Юрген Маурер.
През 2014 г. е издаден трилърът му „На живот и смърт“. Главният герой Оуди Палмър е осъден за кражбата на седем милиона долара, по време на която умират четирима души. В последния ден на десетгодишната си присъда бяга от затвора. Той трябва да изпълни минало свое обещание на всяка цена въпреки че след него са ФБР, единственият му приятел от затвора и шерифът, който го е заловил и прострелял по време на обира. Романът е удостоен с наградата „Златен кинжал“ – най-престижното отличие за криминален роман.
Произведенията на писателя са издадени в над 50 страни по света.
Майкъл Роуботъм живее със семейството си в Северен Сидни.

## Произведения

### Самостоятелни романи
- The Night Ferry (2007)
- Bombproof (2008)
- Life or Death (2014) – награда „Златен кинжал“
На живот и смърт, изд.: СофтПрес, София (2015), прев. Цветомира Панчева
- The Secrets She Keeps (2017)
- When You Are Mine (2021)

### Поредица „Джоузеф О'Логлин“ (Joseph O'Loughlin)
1. The Suspect (2004)
2. Lost (2005) – награда „Нед Кели“, издаден и като The Drowning Man
3. Shatter (2008) – награда „Нед Кели“, издаден и като The Sleep of Reason
4. Bleed for Me (2010)
5. The Wreckage (2011)
6. Say You're Sorry (2012)
7. Watching You (2013)
8. Close Your Eyes (2015)
9. The Other Wife (2018)

### Поредица „Сайръс Хейвън“ (Cyrus Haven)
1. Good Girl, Bad Girl (2019) – награда „Златен кинжал“
2. When She Was Good (2020) – награда „Иън Флеминг“
3. Lying Beside You (2022)
4. Storm Child (2024)

### Документалистика
- If I Tell You I'll Have to Kill You (2013)

### Екранизации
- 2010 Oranges and Sunshine
- 2014 Neben der Spur – Adrenalin – тв филм
- 2016 Neben der Spur – Amnesie – тв филм
- 2016 Neben der Spur – Todeswunsch – тв филм
- 2017 Neben der Spur – Dein Wille geschehe – тв филм